# Naos
Naos (gốc từ tiếng Hy Lạp ναύς "ship") còn có tên gọi khác là Zeta Puppis (ζ Pup / ζ Puppis) hoặc Suhail Hadar (سهيل هدار, possibly "roaring bright one"), là một ngôi sao khổng lồ xanh trong chòm sao Thuyền Vĩ, cách chúng ta xấp xỉ 1100 năm ánh sáng.
Lớp phổ O4 của sao này có nghĩa đây là một trong những ngôi sao nóng nhất và sáng nhất có thể nhìn thấy bằng mắt thường. Nó là một trong số ít các ngôi sao loại O mắt thường cũng như một trong những ngôi sao gần Trái Đất nhất. Nó là một siêu sao màu xanh, một trong những ngôi sao sáng nhất trong Dải ngân hà. Nhìn bề ngoài nó là sáng hơn hơn 10.000 lần Mặt Trời, nhưng nhiệt độ cao của nó có nghĩa rằng hầu hết của nó bức xạ là trong tia cực tím và nó bolometric sáng là hơn 500.000 lần so với Mặt Trời Đây cũng là ngôi sao sáng thứ 72 về độ lớn biểu kiến từ Trái Đất.
Naos là điển hình của các ngôi sao loại O trong việc có cơn gió sao cực kỳ mạnh, được đo ở mức 2.500 km / s, cho thấy ngôi sao giảm hơn một phần triệu khối lượng mỗi năm, hoặc khoảng 10 triệu lần mà Mặt trời tỏa ra trong một khoảng thời gian tương đương.

## Danh pháp
ζ Puppis (Latin hóa thành ZetaPuppis) là tên gọi của ngôi sao này theo danh pháp Bayer.
Nó mang tên Naos trong thời gian tương đối gần đây, từ tiếng Hy Lạp ναύς "tàu", và trong tiếng Ả Rập Suhail Hadar (سهيل هدار, có thể có nghĩa là "ngôi sao sáng rực"). Vào năm 2016, Liên minh Thiên văn Quốc tế đã tổ chức một Nhóm làm việc về Tên Sao (WGSN)  để lập danh mục và chuẩn hóa tên riêng cho các ngôi sao. WGSN đã phê duyệt tên Naos cho ngôi sao này vào ngày 21 tháng 8 năm 2016 và hiện tại nó đã được đưa vào Danh mục tên của IAU.

### Tên gọi
USS Naos (AK-105) là tàu chở hàng lớp Crater của Hải quân Hoa Kỳ được đặt theo tên của ngôi sao này.

## Tính chất vật lý

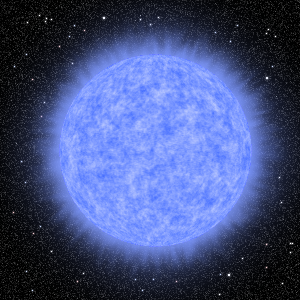
Miêu tả nghệ thuật của Zeta Puppis

Zeta Puppis đã được nghiên cứu rộng rãi vì độ hiếm và độ gần tương đối của nó với Trái Đất, nhưng các thông số vật lý và khoảng cách của nó vẫn còn ít được biết đến. Nó phải là một bước có giá trị trên thang khoảng cách vũ trụ, với việc làm rõ khoảng cách của các ngôi sao có độ sáng cao khác trong thiên hà Ngân Hà và các thiên hà bên ngoài.
Loại quang phổ của sao này là O4 If (n) p. O4 cho thấy một ngôi sao khổng lồ nóng đang đốt cháy hydro, thường là ở nhiệt độ 40.000-44.000K. Các "f" chỉ ra rằng quang phổ vạch phát xạ có của Helium ion hóa và nitơ, không phải là hiếm trong các ngôi sao nóng O hơi phát triển và thường được xác định bởi hồ sơ cá nhân phát thải và hấp thụ hỗn hợp của các 468,6 nm Ông II dòng quang phổ. "N" (đối với không rõ ràng) biểu thị các vạch hấp thụ mở rộng, gây ra bởi sự quay nhanh của ngôi sao, trong trường hợp này là hơn 220   km / s tại xích đạo. "P" là một chỉ số phổ chung về tính đặc thù. Sự kết hợp các nhân vật quang phổ này là không bình thường vì các ngôi sao nóng tiến hóa dự kiến sẽ quay tương đối chậm sau khi hãm bởi một cơn gió sao mạnh và chỉ có 8 ngôi sao thuộc loại này được biết đến trong Dải Ngân hà. Loại quang phổ làm phức tạp việc xác định các tham số vật lý vì các vạch chỉ thị độ chói quang phổ tiêu chuẩn là đặc thù và loại sao này không thể được mô hình hóa hoàn toàn. Helium và Nitơ được tăng cường và trọng lực bề mặt thấp hơn cho thấy mức độ tiến hóa cách xa chuỗi chính không tuổi và Zeta Puppis được xếp hạng là siêu sao.
Kích thước góc của Zeta Puppis đã được đo bằng phương pháp đo giao thoa là 0,41 mas, và trắc quang là 0,38 mas. Một khoảng cách đã biết sẽ trực tiếp đưa ra kích thước thực tế của ngôi sao, sẽ giới hạn các đặc tính khác như độ sáng và khối lượng. Các phiên bản về khoảng cách của Zeta Puppis thay đổi từ khoảng 300pc dựa trên các phép đo động hoặc thị sai đến hơn 600pc dựa trên mô hình vật lý. Điều này dẫn đến ước tính độ sáng từ 550.000 đến 800.000 lần Mặt trời, khối lượng từ 22,5 đến 56 lần Mặt trời và bán kính từ 14 đến 26 lần Mặt trời. Giá trị thị sai Hipparcos được sửa đổi cho khoảng cách 335 parsec (1.093 ly)  ± 4%, thấp hơn nhiều so với dự kiến từ các đặc điểm quan sát được của ngôi sao này.
Zeta Puppis đã được báo cáo là sao biến quang và được phân loại là biến Alpha Cygni, nhưng còn bị nghi ngờ. Nó cho thấy các biến thể trong cấu hình vạch phổ H <sub id="mwjw">α</sub> và độ chói của tia X trên thời gian ít hơn một ngày.

### Heli
Năm 1896, Williamina Fleming đã quan sát các vạch quang phổ bí ẩn từ Zeta Puppis, phù hợp với công thức Rydberg nếu sử dụng một nửa số nguyên thay vì toàn bộ số nguyên. Sau đó người ta phát hiện ra rằng những thứ này là do heli bị ion hóa.